# Erythrus bimaculatus
Erythrus bimaculatus là một loài bọ cánh cứng trong họ Cerambycidae.